# Artur Klinau
Artur Klinau, född 1965 i Minsk, Belarus, är en belarusisk arkitekt, författare och konstnär. Han är även utgivare av Belarus enda tidskrift för modern konst, pARTisan. På svenska finns hans bok Minsk, drömmarnas solstad (Ersatz, 2011). En resehandledning, som är en uppväxtskildring uppblandad med stark ironi. Sovjetunionen kallas exempelvis för Lyckolandet, Minsk kallas för Solstaden efter Tommaso Campanellas utopi och Oktobertorget Metafysikerns torg.

## Recensioner
- Recension i SVD